# Mister Brasil 2001
Mister Brasil 2001 foi a 3.ª edição do tradicional concurso masculino intitulado Mister Brasil. O concurso ocorreu na cidade de Jaboatão dos Guararapes, mais precisamente no Shopping que leva o mesmo nome da cidade, no Estado do Pernambuco. No evento houve não somente a escolha do novo detentor do título nacional mas também da nova Miss Mundo Brasil. O mineiro Gustavo Gianetti, representante do Rio de Janeiro, foi o vencedor do certame e ganhou o direito de concorrer no Mister Mundo em 2003 e posteriormente se tornou o único brasileiro a vencer o certame que aconteceu no dia nove de agosto em Londres, na Inglaterra. 

## Resultados

### Colocações
| Posição                                             | Candidato |
| --------------------------------------------------- | --- |
| Vencedor                                            | Rio de Janeiro - Gustavo Gianetti |
| 2º. Lugar                                           | Goiás - Gustavo Leão |
| 3º. Lugar                                           | Pernambuco - Walter Baracho |
| 4º. Lugar                                           | Paraíba - Guilhermino Fechine |
| 5º. Lugar                                           | Amazonas - Leonardo Ramos |
| (TOP 10) Semifinalistas (Em ordem de classificação) | Roraima - Leonardo Muniz São Paulo - Rogério Assumpção Rio Grande do Sul - Alex Nunes Paraná - Leandro Karan Pará - Anderson de Brito |

### Títulos Regionais
Os candidatos mais bem posicionados por região do País:
| Título              | Candidato                         |
| ------------------- | --------------------------------- |
| Mister Centro-Oeste | Goiás - Gustavo Leão              |
| Mister Nordeste     | Pernambuco - Walter Baracho       |
| Mister Norte        | Amazonas - Leonardo Ramos         |
| Mister Sudeste      | Rio de Janeiro - Gustavo Gianetti |
| Mister Sul          | Rio Grande do Sul - Alex Nunes    |

## Candidatos
Disputaram o título este ano: 
| - Acre - Rafael Pachêco - Alagoas - José Carlos Medeiros - Amapá - Nagib Abdelnor - Amazonas - Leonardo Ramos - Bahia - Ricardo Matos - Distrito Federal - Eduardo de Paula - Espírito Santo - Nelcites Cruz - Goiás - Gustavo Leão - Mato Grosso - Romeu Jacovas | - Mato Grosso do Sul - Luiz Ferraz - Minas Gerais - Raymundo Venâncio - Pará - Anderson de Brito - Paraíba - Guilhermino Fechine - Paraná - Leandro Karan - Pernambuco - Walter Baracho - Piauí - Thiago Ribeiro - Rio de Janeiro - Gustavo Gianetti | - Rio Grande do Norte - Marqueony Marques - Rio Grande do Sul - Alex Nunes - Rondônia - Alex Marcantonio - Roraima - Leonardo Muniz - Santa Catarina - Marcos Teixeira - São Paulo - Rogério Assumpção - Sergipe - Antonio Matos - Tocantins - Vitor Hugo |